# トンマーゾ・ポルティナーリの肖像
『トンマーゾ・ポルティナーリの肖像』（トンマーゾ・ポルティナーリのしょうぞう、英: Portrait of Tommaso Portinari）は、初期フランドル派の画家ハンス・メムリンクが1470年頃、オーク板上に油彩で描いた肖像画で、大きさは縦44.1センチ、横33.7センチである。ニューヨークのメトロポリタン美術館に所蔵されている。本作と同じくメムリンク作の『マリア・ポルティナーリの肖像』(メトロポリタン美術館) は、解体された三連祭壇画の左右両翼パネルであった。この祭壇画の中央パネルは、現在では失われたと思われる聖母子像であったと考えられるが、ロンドン・ナショナル・ギャラリーにあるメムリンクの『聖母子』であった可能性もある。

## 来歴
トンマーゾ・ポルティナーリの息子のフランチェスコは、1544年に本作の含まれていた三連祭壇画をサンタ・マリア・ヌオーヴァ病院 に遺贈した。その時、「unum tabernaculettum que clauditur with tribus sportellis, in this est depicta imago Gloriossime virginis Marie et patris et matris dicti testatoris」 (留め金の付いた3点からなる小さな壁祭壇画で、非常に素晴らしい聖母マリアと遺言者の父母が描かれている) と記述されている。ナポレオンの時代まで病院に残されていたが、後にデミドフ・コレクションに入った。中央パネルがいつ左右両翼パネルから離されたのかは不明である。

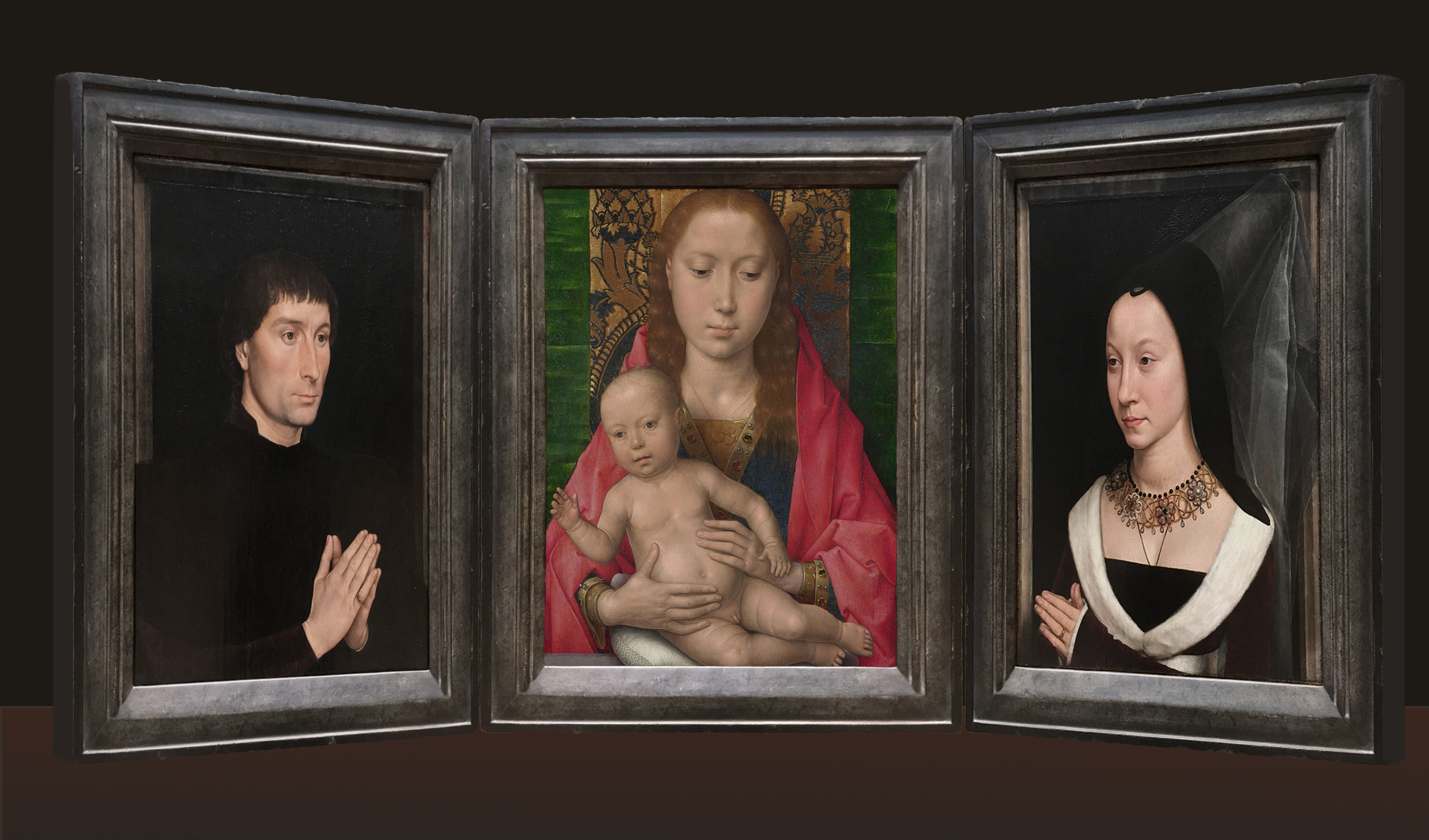
三連祭壇画の想像復元図

トンマーゾとマリア夫妻の肖像画は、1870年にディルク・ボウツに帰属され、6,000フランで売却された。1900年頃、ローマでエリア・ヴォルピ により購入され、1901年にはロンドンのトーマス・アグニュー・アンド・サンズ の手を経て、パリのゴールドシュミット・ファミリーの所有となった。夫妻の肖像画は、1902年のブルッヘでの重要な「初期フランドルの画家たち」展に含まれた。1910年、夫妻の肖像画は、クラインベルガー によりベンジャミン・アルトマンに426,500ドルで売却された。アルトマンは、1913年の死に際し、両作をメトロポリタン美術館に遺贈した。

## 作品

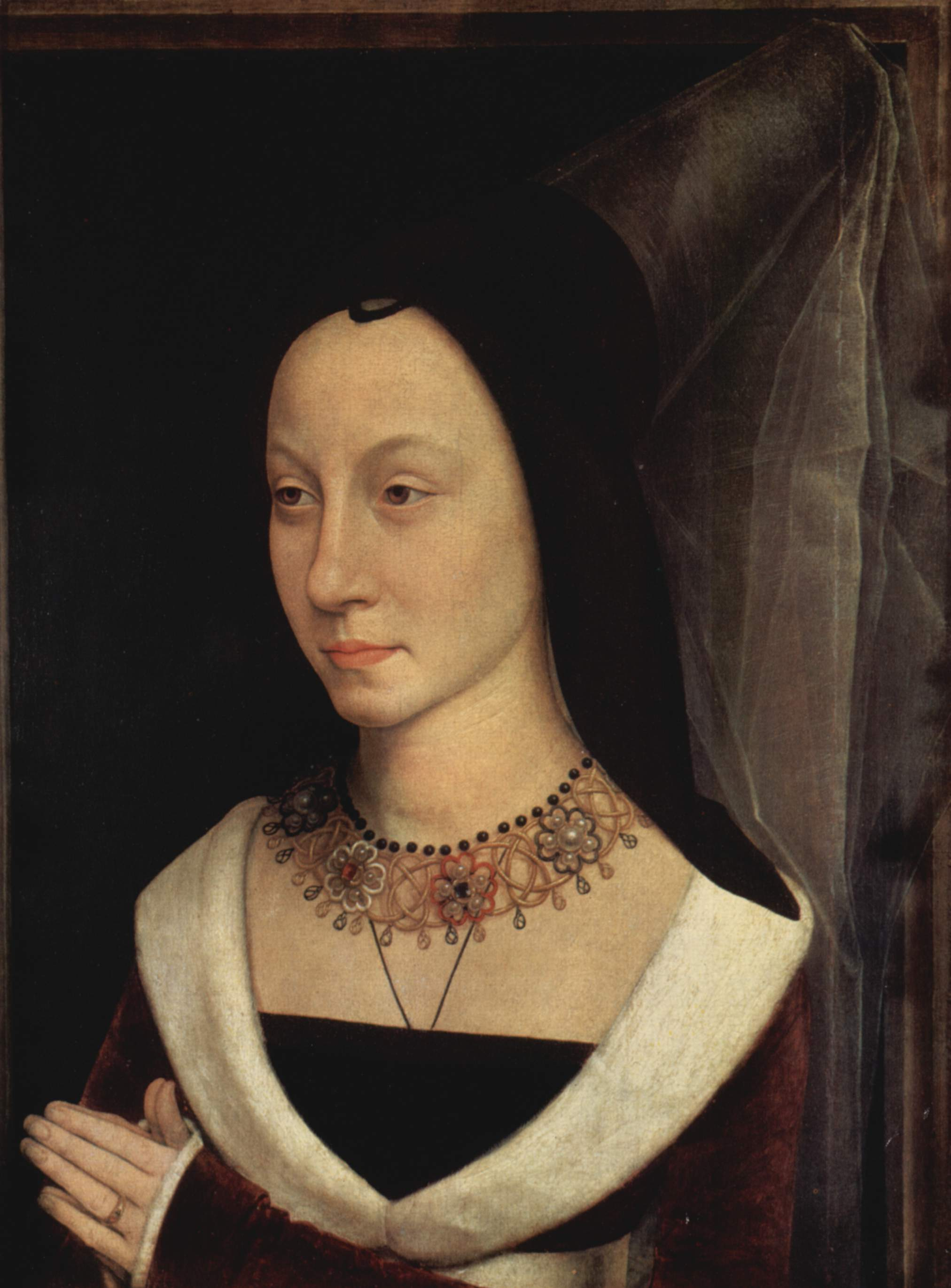
『マリア・ポルティナーリの肖像』、1470–72年頃。額縁も含めたサイズ: 44.1x34 cm。メトロポリタン美術館、ニューヨーク

トンマーゾ・ポルティナーリはフィレンツェの人で、1440年頃、ブルッヘのメディチ銀行で仕事をするためにブルッヘに派遣され、1465年頃、支店長に昇りつめた。ポルティナーリは、『ポルティナーリ祭壇画』 (ウフィツィ美術館) を描いたフーゴー・ファン・デル・グースとメムリンクの庇護者であった。『ポルティナーリ祭壇画』は、おそらくポルティナーリのマリアとの結婚を祝して、ブルッヘのブラーデリンホーフにあった夫妻の豪華な居宅での個人的祈祷のために1470年に委嘱された。当時、トンマーゾは42歳くらいで、マリアは14歳くらいであった。
トンマーゾはブルッヘのメディチ銀行を代表していたが、早々に将来有望となった後にブルゴーニュ公シャルルに対して数々の危険な融資をして、結果的にブルッヘ支店の破綻を招いた。夫妻は1497年にフィレンツェに戻ったが、トンマーゾは若くして死去した。
作品は、3/4正面向きのポルティナーリの半身像で、彼を右側を向き、暗い背景を背にしている。黒いケープを纏い、そこから暗色の衣服のカラーと袖が出ているが、それは当時の上流に近い中流階級の典型的な服装であった。彼の両手は祈っているかのように合わされ、肘は欄干の上、または額縁の下端にある。下絵は、メムリンクがトンマーゾの両手が垂直にならないよう、その位置を変えたことを示している。メムリンクはだまし絵的な額縁にトンマーゾを配置し、彼が額縁から鑑賞者の空間に入ってきているかのように見せている。